# Danh sách Phó Tổng thống Trung Hoa Dân Quốc

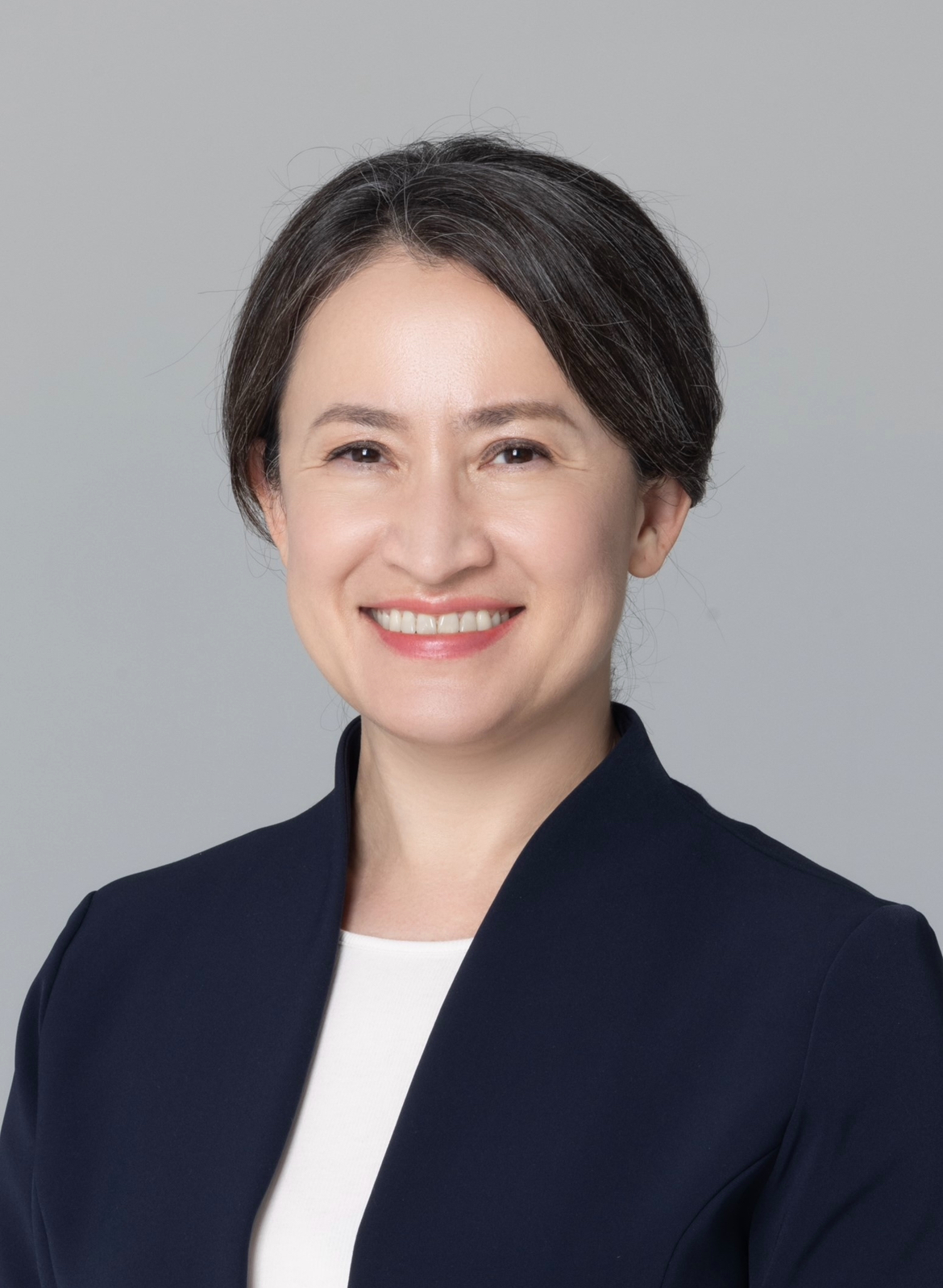
Tiêu Mỹ Cầm, Phó Tổng thống đương nhiệm kể từ ngày 20 tháng 5 năm 2024.

Đây là một danh sách tất cả các Phó Tổng thống Trung Hoa Dân Quốc (1912 - nay). Phó Tổng thống Trung Hoa Dân Quốc được gọi là Phó Tổng thống 副總統 (fùzǒngtǒng).

## Danh sách
Quân Bắc Dương, etc.
      Đảng Tiến bộ
      Quốc Dân Đảng (người theo chủ nghĩa dân tộc)
      Đảng Dân chủ Tiến bộ

### Các Phó Tổng thống củaChính phủ lâm thờivàChính phủ Bắc Dương
Giai đoạn1 tháng 1 năm 1912 – 10 tháng 10 năm 1913; 10 tháng 10 năm 1913 – 17 tháng 7 năm 1917
| №                | Chân dung                                   | Họ tên (Sinh–Mất)                                  | Thời gian tại chức | Thời gian tại chức  | Đảng chính trị                                       | Tổng thống                                     |
| ---------------- | ------------------------------------------- | -------------------------------------------------- | ------------------ | ------------------- | ---------------------------------------------------- | ---------------------------------------------- |
| 1                |                                             | Lê Nguyên Hồng 黎元洪 Lí Yuánhóng (1864–1928)      | 1 tháng 1 năm 1912 | 6 tháng 6 năm 1916  | Không đảng phái (1912–1913) Đảng Tiến bộ (1913–1916) | Tôn Trung Sơn (1912) Viên Thế Khải (1912–1916) |
| 1                | Phó Tổng thống Trung Hoa Dân Quốc đầu tiên. | Lê Nguyên Hồng 黎元洪 Lí Yuánhóng (1864–1928)      |                    |                     |                                                      |                                                |
| 2                |                                             | Phùng Quốc Chương 馮國璋 Féng Guózhāng (1859–1919) | 6 tháng 6 năm 1916 | 17 tháng 7 năm 1917 | Quân phiệt Trực Lệ                                   | Lê Nguyên Hồng                                 |
| 2                |                                             |                                                    |                    |                     |                                                      |                                                |
| Vị trí bị bãi bỏ |                                             |                                                    |                    |                     |                                                      |                                                |

### Phó Tổng thống sauHiến pháp 1947
Giai đoạn20 tháng 5 năm 1948 – 20 tháng 5 năm 1996
| №                                | Chân dung                                 | Họ tên (Sinh–Mất)                            | Thời gian tại chức  | Thời gian tại chức  | Khóa          | Các cuộc bầu cử | Đảng chính trị | Tổng thống       |
| -------------------------------- | ----------------------------------------- | -------------------------------------------- | ------------------- | ------------------- | ------------- | --------------- | -------------- | ---------------- |
| 1                                |                                           | Lý Tông Nhân 李宗仁 Lǐ Zōngrén (1890–1969)   | 20 tháng 5 năm 1948 | 12 tháng 3 năm 1954 | 1             | 1948 (52.62%)   | Quốc Dân Đảng  | Tưởng Giới Thạch |
| 1                                | Bị luận tội; đã triệu hồi Trung Hoa.      | Lý Tông Nhân 李宗仁 Lǐ Zōngrén (1890–1969)   |                     |                     |               |                 |                |                  |
| Khuyết bởi sự vận động triệu hồi |                                           |                                              |                     |                     |               |                 |                |                  |
| 2                                |                                           | Trần Thành 陳誠 Chén Chéng (1897–1965)       | 20 tháng 5 năm 1954 | 19 tháng 5 năm 1960 | 2             | 1954 (92.86%)   | Quốc Dân Đảng  | Tưởng Giới Thạch |
| 2                                | 20 tháng 5 năm 1960                       | Trần Thành 陳誠 Chén Chéng (1897–1965)       | 5 tháng 3 năm 1965  | 3                   | 1960 (91.76%) |                 | Quốc Dân Đảng  | Tưởng Giới Thạch |
| 2                                | Qua đời khi đang tại nhiệm.               | Trần Thành 陳誠 Chén Chéng (1897–1965)       |                     |                     |               |                 |                |                  |
| Khuyết bởi qua đời               |                                           |                                              |                     |                     |               |                 |                |                  |
| 3                                |                                           | Nghiêm Gia Cam 嚴家淦 Yán Jiāgàn (1905–1993) | 20 tháng 5 năm 1966 | 19 tháng 5 năm 1972 | 4             | 1966 (55.19%)   | Quốc Dân Đảng  | Tưởng Giới Thạch |
| 3                                | 20 tháng 5 năm 1972                       | Nghiêm Gia Cam 嚴家淦 Yán Jiāgàn (1905–1993) | 5 tháng 4 năm 1975  | 5                   | 1972 (83.78%) |                 | Quốc Dân Đảng  | Tưởng Giới Thạch |
| 3                                |                                           |                                              |                     |                     |               |                 |                |                  |
| Khuyết bởi sự lên                |                                           |                                              |                     |                     |               |                 |                |                  |
| 4                                |                                           | Tạ Đông Mẫn 謝東閔 Xiè Dōngmǐn (1908–2001)   | 20 tháng 5 năm 1978 | 19 tháng 5 năm 1984 | 6             | 1978 (79.14%)   | Quốc Dân Đảng  | Tưởng Kinh Quốc  |
| 4                                | Phó Tổng thống Đài Loan bản địa đầu tiên. | Tạ Đông Mẫn 謝東閔 Xiè Dōngmǐn (1908–2001)   |                     |                     |               |                 |                |                  |
| 5                                |                                           | Lý Đăng Huy 李登輝 Lǐ Dēnghuī (1923–2020)    | 20 tháng 5 năm 1984 | 13 tháng 1 năm 1988 | 7             | 1984 (82.05%)   | Quốc Dân Đảng  | Tưởng Kinh Quốc  |
| 5                                |                                           |                                              |                     |                     |               |                 |                |                  |
| Khuyết bởi sự lên                |                                           |                                              |                     |                     |               |                 |                |                  |
| 6                                |                                           | Lý Nguyên Thốc 李元簇 Lǐ Yuáncù (1923–2017)  | 20 tháng 5 năm 1990 | 19 tháng 5 năm 1996 | 8             | 1990 (80.05%)   | Quốc Dân Đảng  | Lý Đăng Huy      |
| 6                                |                                           |                                              |                     |                     |               |                 |                |                  |

### Các Phó Tổng thống sau khi giới thiệu bầu cử trực tiếp
Giai đoạn20 tháng 5 năm 1996 – nay
| №  | Chân dung | Họ tên (Sinh–Mất)                            | Thời gian tại chức  | Thời gian tại chức  | Khóa                    | Cử tri ủy nhiệm         | Đảng chính trị        | Tống thống     |
| -- | --- | -------------------------------------------- | ------------------- | ------------------- | ----------------------- | ----------------------- | --------------------- | -------------- |
| 7  | | Liên Chiến 連戰 Lián Zhàn (1936–)            | 20 tháng 5 năm 1996 | 19 tháng 5 năm 2000 | 9                       | 1996 5,813,699 (54.0%)  | Quốc Dân Đảng         | Lý Đăng Huy    |
| 7  | Đại sứ tại El Salvador (1975–1976), Bộ trưởng Vận tải và Truyền thông (1981–1987), Phó Thủ tướng (1987–1988), Bộ trưởng Ngoại giao (1988–1990) trước khi trở thành Tỉnh trưởng tỉnh Đài Loan (1990–1993) và Thủ tướng (1993–1997). | Liên Chiến 連戰 Lián Zhàn (1936–)            |                     |                     |                         |                         |                       |                |
| 8  | | Lã Tú Liên 呂秀蓮 Lǚ Xiùlián (1944–)         | 20 tháng 5 năm 2000 | 19 tháng 5 năm 2004 | 10                      | 2000 4,977,737 (39.3%)  | Đảng Dân chủ Tiến bộ  | Trần Thủy Biển |
| 8  | 20 tháng 5 năm 2004 | Lã Tú Liên 呂秀蓮 Lǚ Xiùlián (1944–)         | 19 tháng 5 năm 2008 | 11                  | 2004 6,446,900 (50.11%) |                         | Đảng Dân chủ Tiến bộ  | Trần Thủy Biển |
| 8  | Phó Tổng thống phái nữ đầu tiên. thành viên của Lập Pháp viện đại diện cho khu huyện Taoyuan (1993–1996), Quan tòa huyện Taoyuan (1997–2000). Phó Tổng thống duy nhất đã phục vụ trọn vẹn hai nhiệm kỳ.                            | Lã Tú Liên 呂秀蓮 Lǚ Xiùlián (1944–)         |                     |                     |                         |                         |                       |                |
| 9  | | Tiêu Vạn Trường 蕭萬長 Xiāo Wànchǎng (1939–) | 20 tháng 5 năm 2008 | 19 tháng 5 năm 2012 | 12                      | 2008 7,658,724 (58.45%) | Quốc Dân Đảng         | Mã Anh Cửu     |
| 9  | Bộ trưởng Các vấn đề Kinh tế (1990–1993), thành viên của Lập Pháp viện đại diện cho Quốc Dân Đảng (1993–1996), Thủ tướng (1997–2000)                                                                                               | Tiêu Vạn Trường 蕭萬長 Xiāo Wànchǎng (1939–) |                     |                     |                         |                         |                       |                |
| 10 | | Ngô Đôn Nghĩa 吳敦義 Wú Dūnyì (1948–)        | 20 tháng 5 năm 2012 | 19 tháng 5 năm 2016 | 13                      | 2012 6,891,139 (51.60%) | Quốc Dân Đảng         | Mã Anh Cửu     |
| 10 | Ủy viên Hội đồng Đài Bắc (1973–1981), Quan tòa huyện Nam Đầu (1981–1989), Thị trưởng Cao Hùng (1990–1998), thành viên của Lập Pháp viện đại diện cho Quốc Dân Đảng (2002–2009), Thủ tướng (2009–2012).                             | Ngô Đôn Nghĩa 吳敦義 Wú Dūnyì (1948–)        |                     |                     |                         |                         |                       |                |
| 11 | | Trần Kiến Nhân 陳建仁 Chén Jiànrén (1951–)   | 20 tháng 5 năm 2016 | 20 tháng 5 năm 2020 | 14                      | 2016 6,894,744 (56.1%)  | Chính trị gia độc lập | Thái Anh Văn   |
| 11 | Bộ trưởng Y tế (2003–2005), Chủ nhiệm Ủy ban Khoa học Quốc gia của Hành chính viện (2006–2008). Phó Tổng thống độc lập đầu tiên.                                                                                                   | Trần Kiến Nhân 陳建仁 Chén Jiànrén (1951–)   |                     |                     |                         |                         |                       |                |
| 12 | | Lại Thanh Đức 賴清德 Lài Qīngdé (1959–)      | 20 tháng 5 năm 2020 | 20 tháng 5 năm 2024 | 15                      | 2020 8,170,231 (57.13%) | Đảng Dân chủ Tiến bộ  | Thái Anh Văn   |
| 12 | Thủ tướng (2017–2019), Thị trưởng Đài Nam (2010–2017). | Lại Thanh Đức 賴清德 Lài Qīngdé (1959–)      |                     |                     |                         |                         |                       |                |
| 13 | | Tiêu Mỹ Cầm 蕭美琴 Hsiao Bi-khim (1971–)     | 20 tháng 5 năm 2024 | nay                 | 16                      | 2024 5,586,019 (40.05%) | Đảng Dân chủ Tiến bộ  | Lại Thanh Đức  |
| 13 | Đại diện Đài Loan tại Hoa Kỳ (2020-2023). | Tiêu Mỹ Cầm 蕭美琴 Hsiao Bi-khim (1971–)     |                     |                     |                         |                         |                       |                |